# José Antonio Castillo
José Antonio Castillo Barragán (Granada, España, 17 de febrero de 1970), conocido como Castillo, es un exfutbolista español. Jugaba de centrocampista y su primer equipo fue el Club Atlético Malagueño de España. En la temporada 1993/94 jugó en la Primera División en las filas del Real Valladolid C. F., disputando veinticinco partidos.

## Clubes
| Club                    | País     | Año       |
| ----------------------- | -------- | --------- |
| C. D. Málaga            | España   | 1990-1992 |
| Club Atlético Malagueño | España   | 1992-1994 |
| Real Valladolid C. F.   | España   | 1992-1994 |
| G. D. Chaves            | Portugal | 1994-1995 |
| Almería C. F.           | España   | 1995-1996 |
| Club Atlético Marbella  | España   | 1996-1997 |
| Motril C. F.            | España   | 1997-1998 |